# Aeroporto di Qyzylorda
L'Aeroporto di Qyzylorda (IATA: KZO, ICAO: UAOO) (russo: Аэропорт Кзыл-Орда), noto con il nome commerciale di Korkyt Ata, è un aeroporto kazako situato a circa 12 chilometri a sud est della città di Qyzylorda, capoluogo dell'omonima regione, nella parte meridionale del Paese verso i confin con l'Uzbekistan. La struttura è dotata di una pista di asfalto lunga 2700 m, l'altitudine è di 131 m, l'orientamento della pista è RWY 06-24. L'aeroporto è aperto al traffico commerciale.